# Leisure Suit Larry

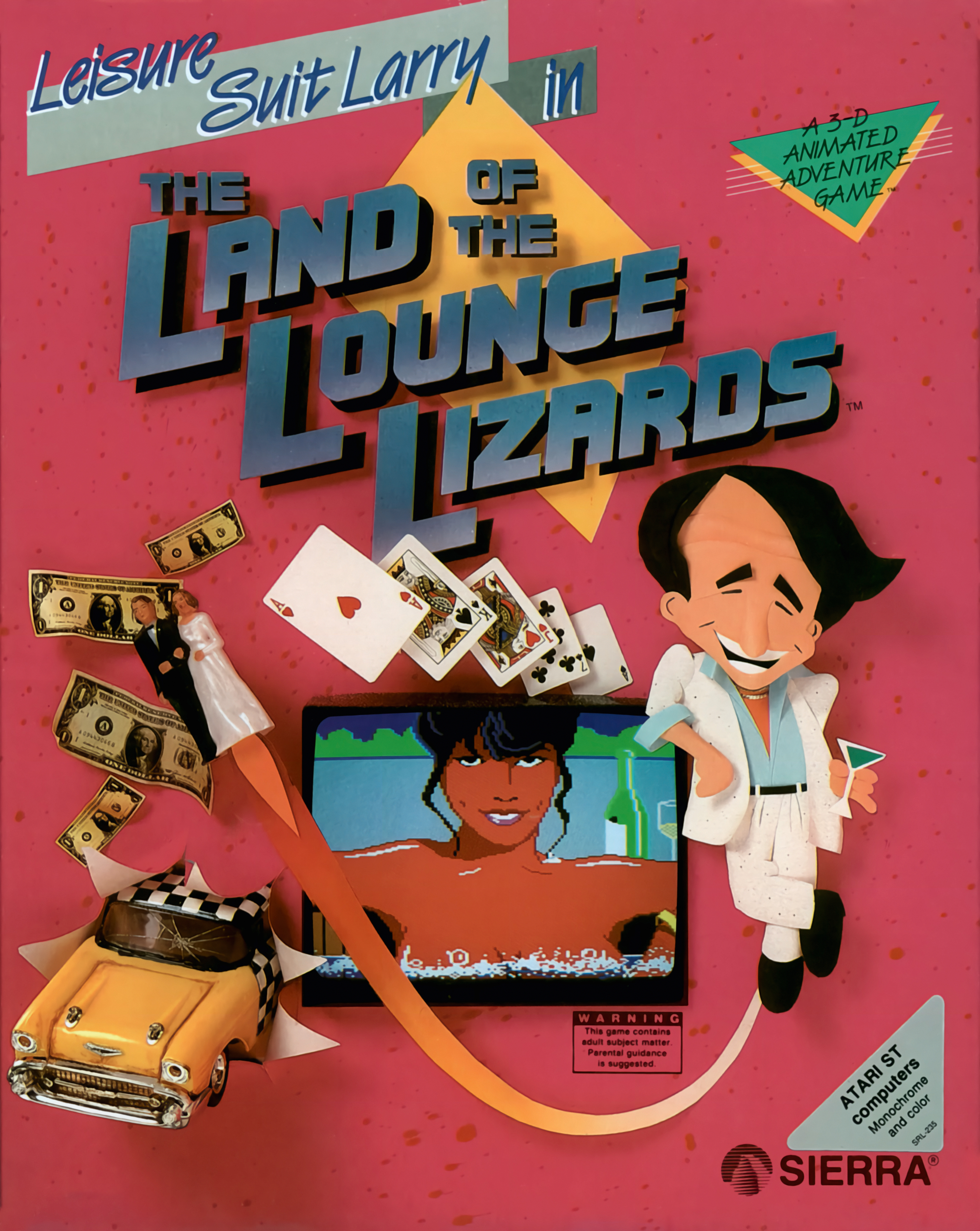
La copertina del primo videogioco della serie, Leisure Suit Larry in the Land of the Lounge Lizards, versione Atari ST

Leisure Suit Larry è una serie di avventure grafiche per adulti, umoristiche e blandamente erotiche, scritte da Al Lowe e pubblicate dalla Sierra On-Line a partire dal 1987.
Il protagonista dei videogiochi è Larry Laffer, un uomo sulla quarantina perdente, disperato e libidinoso, che cerca di sedurre attraenti donne, normalmente con scarso successo.
Il leisure suit del titolo è un termine americano originato negli anni '70 per indicare un abbigliamento maschile casual con giacca e pantaloni abbinati, spesso di colore pastello; Larry ne ha sempre indossato uno bianco in tutti i capitoli storici della serie.
I videogiochi di Larry sono stati tra i titoli Sierra di maggior successo. In seguito la serie è passata in mano ad altri produttori, con minor fortuna.

## Storia
Al Lowe lavorava già alla Sierra, dove era stato assunto per dirigere il dipartimento per il software educativo.
La Sierra On-Line era già un'affermata produttrice di avventure di qualità, tra le quali Softporn Adventure, un'avventura testuale per adulti con testi audaci e l'obiettivo di conquistare tre donne in una notte, in una città parodia di Las Vegas. Sull'Apple II era un gioco molto diffuso. Non è umoristico e secondo Lowe non era particolarmente ben scritto, d'altronde l'autore Chuck Benton era soprattutto un programmatore.
Comunque Softporn Adventure era redditizio e Ken Williams della Sierra ne volle realizzare una nuova versione grafica. Lasciò piena libertà di creazione come game designer a Lowe per questo nuovo gioco, che si sarebbe poi rivelato il più importante della sua carriera.
Lowe ritenne che fare una sorta di remake di Softporn Adventure, con una trama seria, avrebbe avuto un risultato datato e noioso. Scelse di dargli una comicità basata sul protagonista, Larry Laffer, un antieroe simpatico, che avrebbe anche reso il gioco più credibile. Dall'originale riprese gli enigmi, anche se col senno di poi Lowe sostiene che avrebbe voluto migliorare di più anche quelli.
Il primo gioco della serie, Leisure Suit Larry in the Land of the Lounge Lizards, uscì a giugno 1987 e inizialmente sembrò il peggior insuccesso della Sierra, con sole 200 copie vendute nel primo mese. Poi grazie alle voci sui suoi contenuti "adulti" e alla sua disponibilità su RadioShack, le vendite crebbero esponenzialmente e all'inizio del 1988 era in testa alle classifiche.
Ne parlarono anche testate importanti come New York Times, Rolling Stone e Playboy.

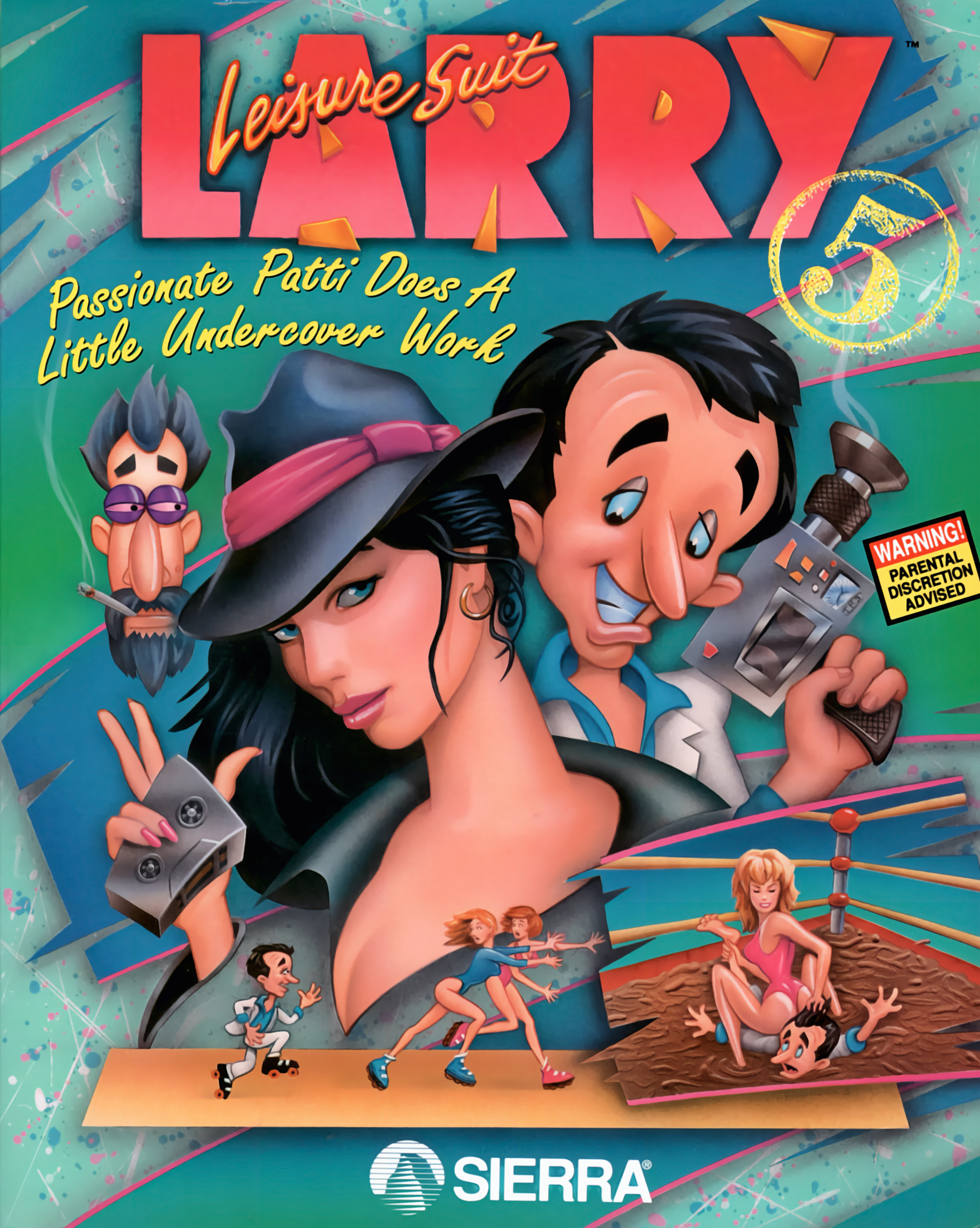
Copertina di Leisure Suit Larry 5 che mostra anche il personaggio Passionate Patti

La serie classica è costituita da sei titoli che uscirono fino al 1996. Il primo seguito fu Leisure Suit Larry Goes Looking for Love (in Several Wrong Places), ambientato in una crociera. Lowe inizialmente aveva in mente una trilogia, che si sarebbe conclusa con Leisure Suit Larry 3: Passionate Patti in Pursuit of the Pulsating Pectorals, che introduce Passionate Patti come un secondo personaggio giocabile. Dopo aver saltato il quarto capitolo mai pubblicato, forse solo un'invenzione per incuriosire i fan, uscì Leisure Suit Larry 5: Passionate Patti Does a Little Undercover Work, una satira dell'industria dell'intrattenimento, di nuovo con Patti giocabile. Il successivo Leisure Suit Larry 6: Shape Up or Slip Out! fu dotato per la prima volta anche di una versione in CD-ROM con alta risoluzione e doppiaggio. Infine Leisure Suit Larry: Love for Sail!, che Lowe sostiene essere il suo preferito, è di nuovo ambientato in crociera.
La serie principale riprese nel 2004 con Leisure Suit Larry: Magna Cum Laude, edito dalla Vivendi Universal Games e senza alcuna partecipazione creativa di Al Lowe. In questo capitolo, in 3D, il protagonista è il nipote di Larry, Larry Lovage, studente del college. Ebbe successo limitato di pubblico e di critica.
Larry Lovage è di nuovo protagonista in Leisure Suit Larry: Box Office Bust del 2009. La serie fu riavviata ancora nel 2018 dalla tedesca Assemble Entertainment, col ritorno di Larry Laffer come protagonista, in Leisure Suit Larry: Wet Dreams Don't Dry e Leisure Suit Larry: Wet Dreams Dry Twice.

## Caratteristiche
Normalmente i giochi seguono le avventure di Larry Laffer, il quale cerca di convincere (generalmente senza successo) molte donne giovani e attraenti ad avere una relazione sessuale con lui. Durante il gioco si attraversano spesso lussuose ambientazioni come hotel a cinque stelle, yacht, spiagge esclusive, casinò e altre ancora. Nonostante dal punto di vista sessuale fosse considerata abbastanza esplicita per i tempi, rispetto a altri titoli usciti in seguito la serie è abbastanza pudica: il sesso è trattato con ironia e non scende in volgarità gratuite.
Nei titoli classici di Al Lowe, l'autore faceva in modo che l'interazione con i personaggi e con gli eventi per risolvere i problemi richiedesse una mentalità "da bar" più che la tradizionale logica delle avventure. I personaggi di contorno, che ostacolano in vario modo Larry, sono più umani di molti altri affrontati nei videogiochi e comprendono ubriachi, malintenzionati, cercatori d'oro e quant'altro. Il giocatore si ritrova spesso in situazioni nuove e inusuali che riuscirono ad attrarre moltissimi appassionati.
Data la natura dei videogiochi, il primo e il terzo episodio della serie includono un sistema di verifica dell'età basato su una serie di domande, studiate in modo che solo un adulto avrebbe potuto conoscere le risposte; le domande sono molto "americano-centriche" e quindi anche adulti non americani potevano essere esclusi. Essendo, inoltre, domande a risposta multipla, si può superare il sistema di controllo per tentativi. La protezione può anche essere elusa con combinazioni di tasti.

## Videogiochi
- Leisure Suit Larry in the Land of the Lounge Lizards (1987 - versione VGA nel 1991)
- Leisure Suit Larry Goes Looking for Love (in Several Wrong Places) (1988)
- Leisure Suit Larry 3: Passionate Patti in Pursuit of the Pulsating Pectorals (1989)
- Leisure Suit Larry 5: Passionate Patti Does a Little Undercover Work (1991)
- Leisure Suit Larry 6: Shape Up or Slip Out! (1993 - versione CD-ROM nel 1994)
- Leisure Suit Larry: Love for Sail! (1996)
- Leisure Suit Larry's Casino (1998), primo spin-off non di avventura, basato principalmente su giochi d'azzardo, con possibilità di gioco online[1]
- Leisure Suit Larry: Magna Cum Laude (2004)
- Leisure Suit Larry: Magna Cum Laude - Uncut and Uncensored! (2004), versione non censurata e con più contenuti spinti
- Leisure Suit Larry: Kühle Drinks und heiße Girls (2004), raccolta in tedesco di tre minigiochi
- Leisure Suit Larry Bikini Beach Volley (2006), gioco di beach volley per telefono cellulare[7]
- Leisure Suit Larry: Love for Sail! (2007), per telefono cellulare
- Leisure Suit Larry: Box Office Bust (2008)
- Leisure Suit Larry: Reloaded (2013), remake di Leisure Suit Larry in the Land of the Lounge Lizards
- Leisure Suit Larry: Wet Dreams Don't Dry (2018)
- Leisure Suit Larry: Wet Dreams Dry Twice (2020)

## Altri programmi
- The Laffer Utilities (1992), una parodia delle Norton Utilities
- Leisure Suit Larry's Datebook (1992), programma di agenda che apparve in un catalogo, ma non fu mai pubblicato[8]
- Take a Break! Pinball (1993), raccolta di flipper tra cui Larry's Big Score basato sui giochi di Larry

## Videogiochi annullati
- Leisure Suit Larry 4: The Missing Floppies (lett. "i floppy mancanti"), quarto capitolo mai esistito nella numerazione, che è saltata da 3 a 5. Al Lowe sostiene che Sierra voleva creare un videogioco online basato sull'ambientazione di Larry, come parte del servizio The Sierra Network. Lo sviluppo di Larry 4 iniziò a gennaio 1991 seguendo questa idea, ma poi il progetto venne abbandonato dato che le limitazioni tecniche dell'epoca erano eccessive per poter realizzare il videogioco che gli sviluppatori avevano immaginato.[9] Sempre secondo Lowe, si saltò al numero 5 per varie ragioni. Larry 3 era sempre stato pensato come la conclusione definitiva di una trilogia, sia come produzione sia come trama, e ora un nuovo capitolo non si sarebbe agganciato in modo coerente. Si inventò allora questo salto di numero che era balordo, stupiva e incuriosiva la gente, e questo era proprio ciò che Lowe voleva.[10] Una premessa della trama del successivo Larry 5 è il furto dei floppy di Larry 4 che ha causato un'amnesia a Larry.
- Leisure Suit Larry 8: Lust in Space, avventura in 3D per Windows. Lo sviluppo del videogioco venne abbandonato nel 1998 per via di un taglio dei fondi. Poco dopo il dipartimento della Sierra dedicata allo sviluppo dei videogiochi venne dismesso e Al Lowe abbandonò la Sierra. Il videogioco sarebbe stata un'avventura grafica tridimensionale, ma sono sopravvissute solo alcune scene di test.[11] Il titolo completo del videogioco e un trailer furono inclusi in Larry 7 come easter egg; il trailer appare al completamento del videogioco.
- Leisure Suit Larry: Pocket Party doveva essere un'avventura della TKO per N-Gage, annunciata nel 2004, con il nipote studente di Larry come protagonista. Lo sviluppo fu lungo e tecnicamente avanzato, ma i contenuti non furono soddisfacenti.[12]
- Leisure Suit Larry: Cocoa Butter, titolo provvisorio di un gioco multipiattaforma pianificato nel 2006, di Codemasters e Vivendi Games.[13]

## Raccolte
Sono state prodotte diverse raccolte dei videogiochi di Larry:
- Leisure Suit Larry Triple Pack (1990): la raccolta contiene i primi tre giochi, i soli pubblicati fino a quel periodo.
- Leisure Suit Larry's Greatest Hits and Misses! (1994): la prima raccolta su 1 CD contiene i primi 6 episodi, le Laffer Utilities, l'originale Softporn, il libro My Scrapbook e altri bonus.
- Leisure Suit Larry: Collection Series (1997): questa raccolta su 2 CD include il materiale della precedente raccolta con in aggiunta Larry 6 per SVGA e una demo di Larry 7. Inoltre è incluso il flipper Larry's Big Score.
- Leisure Suit Larry: The Ultimate Pleasure Pack (1999): questa raccolta su 4 CD include il materiale della precedente con l'aggiunta della versione completa di Larry 7 e di Larry's Casino.
- Larry: Edycja Kolekcjonerska (2001): raccolta polacca dei primi 6 titoli.
- Leisure Suit Larry Collection (2006): questa raccolta include i videogiochi modificati con DOSBox per renderli compatibili con Windows XP. Include i primi sei episodi. Nella raccolta non sono inclusi Larry 1 per EGA e Larry 6 per SVGA. Sembra che Vivendi non abbia inserito Larry 7 nella raccolta poiché contiene un easter egg spinto che la renderebbe fruibile solo al pubblico maggiorenne.[15]
- Leisure Suit Larry 1: In the Land of the Lounge Lizards (2017): le due versioni del primo Larry rese compatibili con Windows.
- Leisure Suit Larry: Das komplette Vergnügen (2018): raccolta in tedesco dei sei giochi classici e di Magna Cum Laude in versione non censurata.
- Leisure Suit Larry: Wet Dreams Saga (2020): raccolta dei due Wet Dreams.

## Libri
- The Official Book of Leisure Suit Larry (1990), scritto da Ralph Roberts con contributi di Al Lowe. Uscirono quattro diverse edizioni fino al 1997, aggiornate man mano che uscivano i nuovi videogiochi.[16]
- The Authorized Uncensored Leisure Suit Larry Bedside Companion (1990), scritto da Peter Spear, contiene la storia dei primi tre episodi. La seconda edizione del 1991 tratta anche il quarto gioco.[17]
- Larry's Little Black Book (2022), di Stephen Emond, un libro d'arte con tutte le ragazze della saga.[18]